# Ruellia rubra
Ruellia rubra är en akantusväxtart som beskrevs av Jean Baptiste Christophe Fusée Aublet. Ruellia rubra ingår i släktet Ruellia och familjen akantusväxter. Inga underarter finns listade i Catalogue of Life.